# Hydrophoria
Hydrophoria är ett släkte av tvåvingar. Hydrophoria ingår i familjen blomsterflugor.

## Bildgalleri

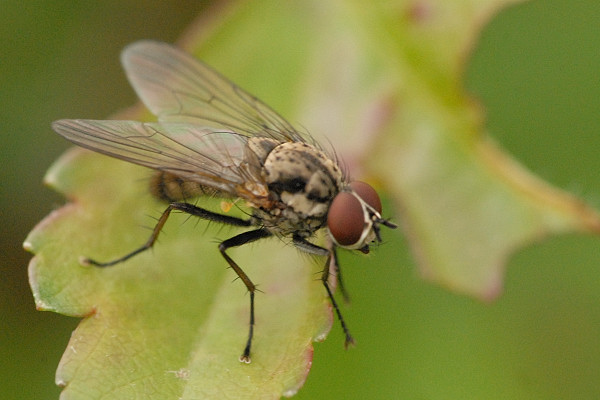
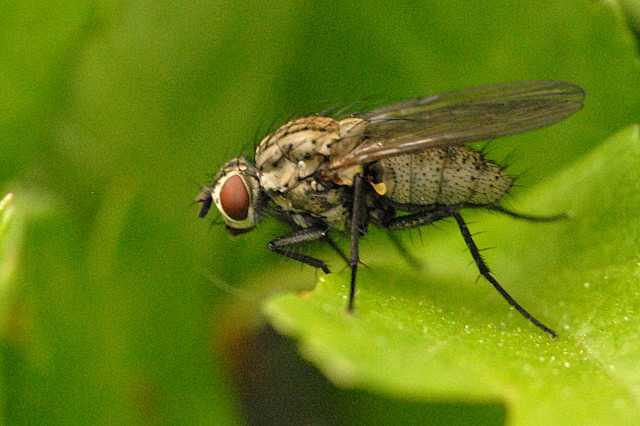
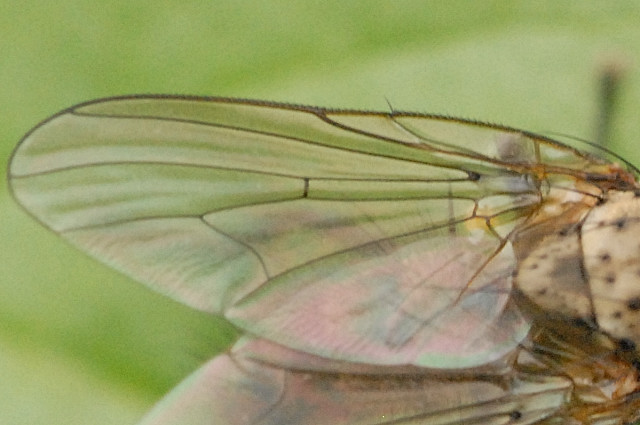
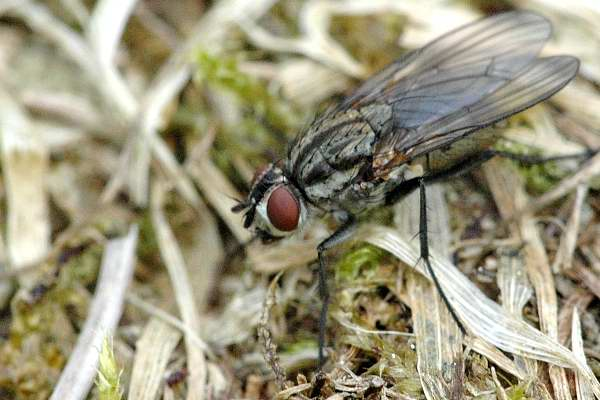

## Dottertaxa tillHydrophoria, i alfabetisk ordning[1][2]
- Hydrophoria aberrans
- Hydrophoria albiceps
- Hydrophoria aliena
- Hydrophoria azygos
- Hydrophoria bavarica
- Hydrophoria cinerascens
- Hydrophoria crassiforceps
- Hydrophoria disticrassa
- Hydrophoria fuliginosa
- Hydrophoria galeata
- Hydrophoria ghoratobelae
- Hydrophoria hucketti
- Hydrophoria inuncta
- Hydrophoria japonica
- Hydrophoria lancifer
- Hydrophoria linogrisea
- Hydrophoria liturata
- Hydrophoria longissima
- Hydrophoria lushiensis
- Hydrophoria maculipennis
- Hydrophoria megaloba
- Hydrophoria melaena
- Hydrophoria montana
- Hydrophoria nana
- Hydrophoria pallipes
- Hydrophoria plumosa
- Hydrophoria potamogeti
- Hydrophoria pronata
- Hydrophoria pullata
- Hydrophoria rufitibia
- Hydrophoria ruralis
- Hydrophoria septimalis
- Hydrophoria silvicola
- Hydrophoria similis
- Hydrophoria trivittata
- Hydrophoria ventribarbata